# Zeildoek
Zeildoek is door de eeuwen gemaakt van vlasgarens of hennepgarens, dat, geweven tot een sterk, dicht, en zwaar weefsel, toepassingen vond in bijvoorbeeld kledingstukken, als dekzeil voor het bedekken van goederen of zelfs als tafelkleed, of als grondzeil op een koude vloer, of voor het te drogen leggen van vruchten in de zon.
Lichter weefsel, gemaakt van katoengarens, heeft toepassing gevonden voor het vervaardigen en samenstellen van scheepszeilen. De moderne scheepszeiltechnologie maakt gebruik van diverse lichtere en sterkere materialen.
Zeildoek wordt geweven met twee garens in de schering en een enkel garen in de inslag.
In de vroegmoderne tijd heette iemand die zich bezighield met de productie en verkoop van zeildoeken een rolreder.
Een zeildoekloodje was ten tijde van de zeildoekindustrie een waarmerk dat na opmeting van een zeildoek aan het doek werd bevestigd ter waarborging van de opgegeven lengte.